# کاپرویل (آلاسکا)
کاپرویل (به انگلیسی: Copperville) شهری در ناحیه سرشماری والدز-کوردووا ایالت آلاسکا است که جمعیت آن در سرشماری سال ۲۰۰۰ میلادی ۱۷۹ نفر بوده‌است.